# Scotopteryx octodurensis
Scotopteryx octodurensis is een vlinder uit de familie spanners (Geometridae). De wetenschappelijke naam is voor het eerst geldig gepubliceerd in 1903 door Favre.
De soort komt voor in Europa.